# Henri Dewandre
Pour les autres membres de la famille, voir Famille Dewandre.
Henri-François-Joseph-Barthélemi Dewandre, ou de Wandre, né à Liège le 26 février 1790 et décédé le 30 septembre 1862 , est un juriste et homme politique belge. Il est le fils de François Joseph Dewandre. Il a été membre du Congrès national belge du 14 avril 1831 au 13 juin 1831.

## Enfance et études
Henri Dewandre fait des études moyennes au lycée de Liège. Il part ensuite avec son frère pour Paris suivre des études de droit. Il obtient sa licence en 1813. Il se choisit une devise : « Aimer et agir ». 

## Carrière juridique
À la suite de l'obtention de son diplôme, il retourne à Liège où il s'établit comme avocat. Il promeut la conférence des jeunes de la "basoche" en 1816 puis en devient le président honoraire jusqu'en 1826. 
Élu plusieurs fois bâtonnier de l’ordre, il en devient le doyen. Longtemps son nom figure dans les affaires les plus importantes. 
Le 19 août 1817, il est nommé juge suppléant au Tribunal de première instance et refuse la place de conseiller à la Cour d'appel de Liège. Il est maintenu dans ses fonctions par un arrêté royal du 4 octobre 1832.
Il est notamment l'avocat de l'administration des domaines et du département des finances de Liège.
Lorsque le 30 novembre 1831 Jean-Joseph Nyssen assigne la commune d'Aubel et son bourgmestre Pierre Thomas Nicolaï pour les dégâts qu'il a subis lors de la Révolution (la commune y avait pris une part active), il défend la commune et gagne en première instance ainsi qu'en appel cette affaire qui met des années avant d'être terminée.
Il défend devant la Cour d'appel les droits de propriété de l'État sur le Palais des Princes-évêques et, une fois qu'il a obtenu gain de cause, prend part aux travaux de restauration dirigés par l'architecte Jean-Charles Delsaux et les fait accélérer. Le gouvernement, afin de le remercier, envoie une médaille commémorative lors de la pose de la première pierre de l’hôtel provincial.

## Participation à la vie civile
Les intérêts sociaux, l’administration, l’instruction publique, les arts surtout, l’occupent tout à tour.
En 1815, il rejoint en tant que membre la Société d'Émulation de Liège qui avait encouragé les travaux de son père. Deux ans plus tard, il en devient le secrétaire général, puis député entre 1822 et 1845, date à laquelle il en est nommé vice-président. En 1847, il remplace Henri-Joseph Orban à la présidence. Dès 1818, dans le cadre des activités de la société, il est le promoteur de l'association pour la fondation d'une école secondaire municipale et d'une école normale gratuite.
En 1823, il prend part à la commission consultative chargée de créer et gérer la prison de Liège et en devient le vice-président en 1834. Ses connaissances architecturales lui y confèrent une grande influence.
Le 8 juin 1825, l’administration communale de Liège lui défère la présidence de la commission pour l’embellissement de la ville.
Il est président de la « société d'encouragement pour l'instruction élémentaire élémentaire en Province de Liége » de 1829 à 1838.
Depuis 1840, il est membre de la fabrique de l'église Sainte-Croix et prend une part active dans la restauration de cette église romane remarquable.
À partir du 10 avril 1848, il est membre de la commission de direction du conservatoire royal de musique, membre de la commission d'inspection des établissements d'aliénés, le 21 décembre 1852; président de l'« Association liégeoise pour l'encouragement des beaux-arts » en 1857 dont il prend une large part aux travaux et avec laquelle il contribue activement à l’organisation des expositions de 1858, 1860 et 1862; et il devient membre correspondant de la Commission royale des monuments et des sites (11 février 1861).
Il est aussi devenu le membre d'honneur de l'académie d'archéologie d'Espagne (1850), le correspondant de l'académie le Grenoble, membre de l'Institut archéologique liégeois (1853) et de l'association pour les sciences, les arts et les lettres d'Anvers (1841).

## Carrière politique
Henri Dewandre est nommé le 6 janvier 1823 membre du collège des régents (conseil communal) de la maison de sûreté civile et militaire de Liège. En 1827, il entre dans le collège électoral liégeois. Le 30 octobre 1830, il est élu au conseil des régents et il le reste jusqu'au 15 juillet 1836.  Lors du conflit concernant la légalité des séances publiques du conseil, il se range du côté de la minorité.
Le 5 novembre 1830, il est plébiscité comme membre suppléant du Congrès national en tant que représentant de l'arrondissement de Liège. Le 14 avril 1831, afin de remplacer Joseph-Louis de Waha, il prête serment. Il ne reste membre du Congrès que jusqu'à sa démission le 13 juin. Durant ce court laps de temps, il n'a jamais pris la parole mais vote contre la fixation d’un délai fatal à l’acceptation de la couronne. Le 4 juin, il vote, tout comme huit autres représentants de la Province de Liège, en faveur de Léopold de Saxe-Cobourg afin qu'il devienne le premier Roi des Belges. La régence de Liége le députe à Bruxelles lors de la prestation de serment du Roi.